# Kapadokija (rimska provinca)
Kapadokija (latinsko Provincia Cappadocia), rimska provinca v vzhodni Mali Aziji z upravnim središčem v Cezareji. Ustanovil jo je cesar Tiberij leta 17 n. št. po smrti zadnjega kapadoškega kralja Arhelaja. Spadala je med cesarske province, se pravi da je njene guvernerje (legatus Augusti) imenoval neposredno rimski cesar. V poznem 1. stoletju sta bili provinci priključena Pont in Mala Armenija.

## Zgodovina

### Rimska zaveznica
V predrimskem obdobju je bila Kapadokija eno od nasledstvenih kraljestev Aleksandra Velikega, v katerem je od leta 331 pr. n. št. do 95 pr. n. št. vladala dinastija Arijaratidov. Z Rimsko republiko se je prvič srečala med vladanjem Arijarata IV. kot zaveznica  selevkidskega kralja Antioha Velikega v rimsko-sirski vojni 192-188 pr. n. št.. Po rimski zmagi nad Antiohom in poroki Arijaratove hčerke Stratonike z rimskim zaveznikom, pergamonskim kraljem Evmenom II., je  Arijarat postal glavni zaveznik Rima na Vzhodu. Rimska republika ga je podpirala predvsem zato, ker se je upiral zahtevam Selevkidskega cesarstva po nadoblasti v Kapadoškem kraljestvu. Kapadokija je podprla Rim tudi v tretji makedonski vojni proti Perzeju Makedonskemu leta 171-166  pr. n. št.. Rimska republika je po zmagi nad Selevkidskim cesarstvom in Makedonskim kraljestvom postala največja sila v vzhodnem Sredozemlju.
Ko je pergamonski kralj Atal III. Filometor (vladal 138-133 pr. n. št.) leta 133 pr. n. št. umrl brez naslednika, je svoje kraljestvo zapustil Rimu. Evmen III. se je temu uprl in zasedel Pergamon. Leta 130 pr. n. št. je kapadoški kralj Arijarat V. ob podpori rimskega konzula Publija Licinija Krasa poskusil strmoglaviti Evmena, vendar mu to ni uspelo. V bitki z Evmenom sta Kras in Arijarat V. padla. Po smrti Arijarata V. je kapadoški prestol zasedel njegov mladoletni sin Arijarat VI.. Pontski kralj Mitridat V., ki je nameraval vzpostaviti svojo nadoblast v Kapadokiji, je z mladim kraljem zaročil svojo hčerko Laodiko, kasneje pa ga je  napadel in Kapadokijo pretvoril v protektorat Pontskega kraljestva. Takšno stanje se je nadaljevalo tudi med vladanjem njegovega sina Mitridata VI. Pontskega.
Leta 116 pr. n. št. je kapadoški plemič Gordij na ukaz Mitridata VI. Pontskega umoril kralja Arijarata VI.. Mitridat  je zatem za regentko za mladoletnega kralja Arijarata VII. imenoval svojo sestro Laodiko in s tem še bolj utrdil pontsko nadoblast v Kapadokiji. Po Laodikini poroki z bitinijskim kraljem Nikomedom III., je Nikomed odstavil Arijarata VII. in poskušal Kapadokijo priključiti k svojemu kraljestvu. Mitridat VI. ga je zato napadel in pregnal in na prestol vrnil svojega nečaka Arijarata VII.. Pontski kralj je leta 101 pr. n. št. naročil umor Arijarata VII. in na njegovo mesto za marionetnega kralja imenoval svojega osemletnega sina Arijarata IX.. Otroški kralj ni obvladoval dogajanj v svojem kraljestvu, zato se mu je plemstvo uprlo in ga odstavilo in na njegovo mesto imenovalo Arijarata VIII., sina umorjenega kralja Arijarata VI..  Mitridat je upor hitro zatrl in izgnal Arijararata VIII. in na kapadoški prestol vrnil Arijarata IX..

## Odvisno kraljestvo

### Mitridatske vojne
Bitinijski kralj Nikomed III. je zaradi nemirov v Kapadokiji leta 95 pr. n. št. poslal v Rim delegacijo z zahtevo, da mu podeli oblast v Kapadokiji. Delegacijo z enako zahtevo je v Rim poslal tudi Mitridat VI. Pontski. Rimski senat ni ugodil nobenemu od njih, ampak zahteval njun umik iz Kapadokije in odstavitev Arijarata IX..  Za kapadoškega kralja je bil zatem z vojaško podporo kilikijskega guvernerja Lucija Kornelija Sula imenovan Arijobarzan I.. Z njegovim imenovanjem je Kapadokija leta 95. pr. n. št. postala od Rima odvisno kraljestvo.
Leta 93 pr. n. št. je v imenu pontskega kralja Mitridata VI. Pontskega Kapadokijo napadla vojska njegovega zeta, armenskega kralja Tigrana Velikega. Tigran je odstavil Arijobarzana I., ki je nato pobegnil v Rim in za novega kapadoškega kralja okronal  Gordija.  Z njegovim imenovanjem je vzpostavil tamponsko ozemlje med Armenijo in vedno bolj agresivno Rimsko republiko. Tigran je po utrditvi oblasti v Kapadokiji napadel Bitinijsko kraljestvo in leta 90 pr. n. št. porazil kralja Nikomeda IV.. Nikomed je po porazu pobegnil v Rim, rimski senat pa je na vzhod poslal svojo delegacijo z nalogo, da na bitinijski in kapadoški prestol vrne Nikomeda IV. oziroma Arijobarzana I.. Delegaciji je zaradi naraščajočega rimskega vpliva kljub zavezniški vojni, ki je še divjala v Italiji, oboje tudi uspelo.
Ko je bil leta 89 pr. n. št. sklenjen mirovni sporazum in se je Arijobarzan I. vrnil na kapadoški prestol, je Mitridat VI. ponovno napadel Kapadokijo in za marionetnega kralja imenoval svojega sina Arijarata IX.. Njegovo dejanje je sprožilo prvo mitridatsko vojno (89-85 pr. n. št.) med Rimom in Pontom in njegovo zaveznico Armenijo. Poveljstvo rimske vojske je leta 87 pr. n. št. prevzel Lucij Kornelij Sula in leta 85 pr. n. št. prepričljivo porazil Mitridata VI. in njegove zaveznike. Sula je zaradi političnih interesov Rima Mitridatu vsilil blage mirovne pogoje: odreči se je moral svojih zahtev v Bitiniji in Kapadokiji in vrniti na prestol Arijobarzana I. in Nikomeda IV. kot rimska vazalna kralja. V zameno je lahko obdržal oblast v Pontskem kraljestvu.
Ko je Nikomed IV. leta 74 pr. n. št. umrl, je svoje Bitinijsko kraljestvo prepustil Rimski republiki. Njegova smrt je porušila ravnotežje sil v Mali Aziji in omogočila Mitridatu VI., da napade in pokori svoje nekdanje vazalno kraljestvo. Njegov napad je sprožil tretjo mitridatsko vojno. Rim je v Malo Azijo poslal konzula Lucija Licinija Lukula, ki je iz Male Azije pregnal Mitridata VI. in njegove zaveznike. Do leta 71 pr. n. št. je postopoma osvojil celo Pontsko kraljestvo in leta 69 pr. n. št. napadel Armenijo. 
Lukul kljub začetnim uspehom v vojni ni dosegel odločilne zmage. Do leta 66 pr. n. št. sta Tigran in Mitridat VI. ponovno osvojila svoji kraljestvi, Lukula pa so odpoklicali v Rim. Senat je namesto njega na Vzhod poslal Pompeja Velikega z nalogo, da dokonča vojno. Pompej je porazil Mitridata VI., ki je po porazu poskušal pobegniti v Armenijo, vendar ga Tigran ni hotel sprejeti. Mitridat je zato pobegnil preko Črnega morja v Bosporsko kraljestvo, v katerem je vladal njegov sin Mahar, in vojna se je leta 65 pr. n. št. končala. Ker je Mahar zavrnil očetovo zahtevo po novi vojni z Rimom, ga je Mitridat VI. ubil in sam zasedel bosporski prestol. Ker je Mitridat še vedno načrtoval vojno z Rimom,  ga je najmlajši sin Farnak II. Pontski poskušal odstaviti. Njegov načrt so odkrili. Vojska, ki se ni želela spopasti s Pompejem in njegovo armado, je stopila na Farnakovo stran, napadla Mitridata VI. in ga leta 63. pr. n. št.  prisilila, da je naredil samomor. Farnak II. je zatem k Pompeju  poslal svojo delegacijo in mu ponudil svojo pokornost. Pompej je njegovo ponudbo sprejel in ga imenoval za rimskega vazalnega kralja Bosporskega kraljestva. 
Pompej je med Mitridatovo odsotnostjo v Mali Aziji k Rimski republiki kot rimske province priključi Bitinijo, Pont in Kilikijo in leta 64 pr. n. št. napadel Armenijo.  Tigran se mu je vdal in postal rimski vazalni kralj. Pompej se je nato obrnil proti jugu. Odstavil je sirskega kralja Antioha XIII. Azijca in Sirijo kot provinco priključil k Rimski republiki. Pred vrnitvijo v Rim je kot svoje sklepno dejanje po smrti Arijobrazana I. na kapadoški prestol posadil svojega sina Arijobarzana II..
Arijobarzan II. je kot rimski vazalni kralj vladal do leta 51 pr. n. št., ko so ga simpatizerji sosednjega Partskega cesarstva ubili. Rimski senat je z vojaško podporo kilikijskega guvernerja Marka Tulija Cicera za njegovega zakonitega naslednika imenoval njegovega sina Arijobarzana III.. Leta 50 pr. n. št. je Arijobarzan s Cicerovo pomočjo odkril zaroto, v kateri ga je njegova mati Atenaja nameravala vreči s prestola in na njegovo mesto postaviti njegovega mlajšega brata Arijarata X.. Arijobarzan III. je zato  svojo mater izgnal iz Kapadokije.

### Rimske državljanske vojne
Kapadokija je postala pomembna med rimskimi državljanskimi vojnami. Ko je Julij Cezar leta 49 pr. n. št. prestopil reko Rubikon in začel svojo državljansko vojno, je mnogo rimskih senatorjev pod Pompejevim vodstvom pobegnilo na Vzhod. Kapadoški kralj Arijobarzan III. je zaradi Pompejeve podpore njegovemu  očetu Arijobarzanu II.  na začetku Pompeja podprl, po Cezarjevi zmagi v bitki pri Farzalu in kasnejšem Pompejevem umoru pa je prestopil na Cezarjevo stran. Cezar je na pohodu v Egipt za rimskega guvernerja in vrhovnega poveljnika Azije imenoval Gneja Domicija Kalvina.
Zaradi zmede, ki jo je v Rimski republiki povzročila državljanska vojna, je kralj rimskega vazalnega Bosporskega kraljestva Farnak II. izkoristil priložnost in osvojil Kolhido in Malo Armenijo, ki sta spadali v rimsko provinco Pont. Vladarja Kapadokije in Galatije, Arijobarzan III. in Dejotar, sta zaprosila za pomoč rimskega guvernerja Kalvina in Rimljani  so kmalu zatem napadli Farnaka II.. V bitki pri Nikopolu v vzhodni Mali Aziji je bil Farnak II. leta 48 pr. n. št. poražen in Rimljani so zasedli večino Kapadokije, Ponta in Bitinije.
Po porazu ptolemejske vojske v bitki ob Nilu je Cezar leta 47 pr. n. št. zapustil Egipt in se preko Sirije, Kilikije in Kapadokije odpravil na pohod proti Farnaku II.. Ko je Farnak II. izvedel, da ga namerava  Cezar napasti s svojo vojsko veteranov,  mu je poslal delegacijo s prošnjo za mir. Cezar je njegovo prošnjo zavrnil in se z njim spopadel v bitki pri Zeli, v kateri ga je popolnoma porazil in ponovno vzpostavil rimsko oblast v Mali Aziji.  Farnaka II. je po vrnitvi v domovino umoril njegov zet Asander, ki je bil za nagrado imenovan za novega rimskega vazalnega kralja Bosporskega kraljestva. Cezar je Malo Armenijo priključil h Kapadokiji in s tem ustvaril tamponsko ozemlje med Rimsko republiko in agresorji z vzhoda.
Cezarja  so 15. marca 44 pr. n. št. umorili zarotniki, med katerimi sta izstopala Mark Junij Brut in Gaj Kasij Longin. Zarotniki so po umoru pobegnili iz Italije in leta 43 pr. n. št. prevzeli oblast v rimskih vzhodnih provincah, vključno s Kapadokijo. Arijobarzana III., ki je negodoval zaradi rimske intervencije, je dal Kasij usmrtiti. Na njegovo mesto je leta 42 pr. n. št.  imenoval njegovega mlajšega brata Arijarata X.. Kasneje istega leta sta bila Brut in Kasij v bitki pri Filipih poražena. Oblast v vzhodnih provincah in odvisnih kraljestvih je prevzel triumvir Mark Antonij. Leta 36 pr. n. št. je usmrtil Arijarata X. in za novega kapadoškega kralja  imenoval Arhelaja.
Drugi triumvirat se je leta 33. pr. n. št. iztekel, s čimer se je končala Antonijeva zakonita pravica do vladanja v vzhodni polovici Rimske republike. Borba za oblast med Markom Antonijem in Oktavijanom se je zaostrila. Oktavijanu je uspelo dobiti podporo Zahoda, medtem ko se je Mark Antonij še bolj zbližal s ptolemejsko kraljico Egipta Kleopatro. Ko je Oktavijan Egiptu napovedal vojno, se je Mark Antonij s podporo vzhodnih odvisnih kraljestev,  med njimi tudi Kapadokije,  odpravil na pomoč Egiptu. Oktavijan ga je v bitki pri Akciju leta 31 pr. n. št. premagal  in si zagotovil položaj nespornega vladarja rimskega sveta. Na poti  iz Grčije skozi Malo Azijo in Levant v Egipt, so mu kapadoški kralj Arhelaj in drugi maloazjski vladarji izrekli svojo zvestobo. Oktavijan jim je v zameno dovolil ostati na njihovih prestolih.
Ko je Oktavijan  leta 27 pr. n. št. postal prvi rimski cesar - Augustus, je Kapadokija postala pomembno in zaupanja vredno odvisno  kraljestvo, ki je obdržalo dvojo tributarno neodvisnost  tudi v reorganiziranem Rimskem cesarstvu. Arhelaj je postal pomemben igralec  v Oktavijanovi vzhodni politiki, zato ni bilo nobenih potreb, da bi Kapadokijo pretvoril v rimsko provinco. Arhelaj je v znak zaupanja leta 25 pr. n. št. pod svojo oblast dobil tudi Kilikijo ob vzhodni sredozemski obali in Malo Armenijo ob Črnem morju, v zameno pa bi moral izkoreninil piratstvo v vzhodnem Sredozemlju in utrdil tamponsko ozemlje med Rimskim in Partskim cesarstvom.

### Rimska provinca

#### Principat
Kapadokija je med vladanjem cesarja Avgusta ostala pomembno odvisno kraljestvo. Po njegovi smrti leta 14 n. št. se je med vladanjem cesarja Tiberija rimska politika do nje spremenila. Arhelaj je že več let pred tem  podcenjeval Tiberija in podpiral Avgustovega vnuka in njegovega izbranega  naslednika Gaja Cezarja. Ko se je Tiberij od leta 6 pr. n. št. do 2 n. št. kljub temu, da je bil uradno vladar vzhodne polovice cesarstva, umaknil na grški otok Rodos, je Arhelaj leta 1 n. št. za svojega vladarja priznal Gaja Cezarja, ki je bil sicer vojaško podrejen Tiberiju.  Po Gajevi smrti na vojnem pohodu proti Armeniji leta 4 n. št. ni imel Avgust nobene druge izbire, kot da za svojega naslednika imenuje Tiberija.
Tiberij je po prihodu na prestol leta 14 n. št. spremenil rimsko vzhodno politiko. Ker se je želel dokopati do kapadoških virov in zmanjšati Arhelajevo moč, ga je leta 17 n. št. povabil v Rim. V tistem času je Arhelaj vladal že več kot petdeset let. Po prihodu v Rim ga je Tiberij obtožil zarotništva in ga vrgel v ječo, kjer je kmalu zatem umrl naravne smrti.  Tiberij  je oblast na Vzhodu predal svojemu posinovljencu Germaniku in leta 18 Kapadoško kraljestvo kot provinco priključil k Rimskemu cesarstvu. Oblast v odvisnem Armenskem kraljestvu je predal Arhelajevemu pastorku Artaksiju III., oblast v Kilikiji pa Arhelajevemu sinu Arhelaju II.. Germanik je na Tiberijev ukaz k cesarstvu priključil tudi južno kapadoško sosedo Komageno in jo vključil v provinco Sirijo.
V ostanku nekdanjega Pontskega kraljestva, se pravi v  Mali Armeniji in  Kolhidi, je večino 1. stoletja kot rimski odvisni kralj vladal Polemon II. Pontski. Leta 62 ga je cesar Neron odstavil in sam prevzel oblast, njegovo kraljestvo pa priključil h Kapadokiji.
Kapadokija je bila s svojo vzhodno mejo na Evfratu najbolj vzhodna provinca Rimskega cesarstva. Njeno upravno središče Cezareja, sadanji Kayseri, je bilo v osrednji Mali Aziji in zato precej odmaknjeno od meje s Partskim cesarstvom. Provinco je upravljal guverner iz konjeniškega reda z nazivom prokurator. Prokuratorji so poveljevali samo pomožnim vojaškim enotam po navodilih guvernerja Sirije. Po rimski državljanski vojni leta 69 je cesar Vespazijan Kapadokijo povzdignil na položaj cesarske province in njenega guvernerja izenačil s položajem guvernerja Sirije. V Kapadokiji je bila zato sredi 2. stoletja stalna vojaška garnizija, sestavljena iz  treh legij  in več pomožnih enot, skupno 28.000 mož.  Armada v Kapadokiji je bila glavna obramba proti napadom iz Partskega cesarstva in omogočala hitre rimske posege v dogajanja v odvisnem Armenskem kraljestvu.
Prvi Kapadočan, ki je bil sprejet v rimski senat, je bil Tiberij Klavdij Gordijan med vladanjem cesarja Marka Avrelija sredi 2. stoletja n. št..

#### Dominat
Dioklecijan je med svojimi državnimi reformami okoli leta 300 odcepil ozemlji Armenije in Ponta, tako da je od province Kapadokije ostalo samo še ozemlje prave Kapadokije pod upravo konzula. Spadala je v Pontsko diocezo. Takratna zakonodaja dokazuje, da je bilo v provinci veliko cesarskih posesti. V drugi polovici 330. let se je vzhodna polovica Kapadokije odcepila in razdelila na provinci in Druga Armenija. Cesar Valens je leta 371 odcepil še jugozahodni del Kapadokije okoli Tijane in ga pretvoril v provinco Druga Kapadokija (Cappadocia Secunda)  na čelu s praesesom. Ostali del Kapadokije se je preimenoval v Prvo Kapadokijo (Cappadocia Prima), ki je ostala v pristojnosti konzula. 

### Bizantinsko cesarstvo
V obdobju 535-553 je cesar Justinijan I. obe provinci ponovno združil pod upravo prokonzula. V poznem rimskem obdobju so v regijo stalno vdirali Izavrijci, kar je sprožilo proces utrjevanja obmejnh mest. V zgodnjem 7. stoletju se regijo za nekaj časa zasedli Sasanidi. Med muslimanskimi osvajanji so stalni vojaški vdori popolnoma opustošili vzhodno Malo Azijo, ki je postala bizantinsko mejno ozemlje, razdeljeno na Anatolsko (Anatolikon) in Armensko temo (Armeniakon). 

## Vira
- R. Teja, Die römische Provinz Kappadokien in der Prinzipatszeit, ANRW, 1980 II/7.2, str. 1083-1124.
- M. Mazzeo, Lettere di Pietro, Lettera di Giuda, 2002, str. 480.